# 안서중학교
안서중학교(安西中學校)는 대한민국 경기도 광명시 소하동에 있는 공립 중학교이다.

## 학교 연혁
- 1968년 10월 12일 : 안서 중학교 설립인가(6학급)
- 1968년 12월 1일 : 초대 교장 최희문 취임
- 1969년 4월 10일 : 개교
- 1972년 2월 15일 : 제1회 졸업식(110명)
- 1985년 3월 1일 : 중·고 분리(학급증설 19학급)
- 1999년 5월 21일 : 개교 30주년 기념 안서 초록제
- 2017년 2월 8일 : 제46회 졸업생(167명, 누계 11,816명)
- 2023년 1월 4일 : 제52회 졸업생(96명)
- 2023년 3월 1일 : 제21대 이은미 교장 취임
- 2024년 3월 4일 : 제54회 신입생 입학(86명)

## 참고 자료
- 안서중학교 - 한국교육학술정보원 학교알리미